# 三花紫菊
三花紫菊（学名：Notoseris triflora），为菊科紫菊属下的一个植物种。